# Trzy Stawy
Możesz także szukać informacji o: Dolina Trzech Stawów w Katowicach
Trzy Stawy – grupa trzech niewielkich jezior na Wyspie Króla Jerzego, u zachodnich podnóży Wzgórz Tatura, w pobliżu wybrzeży Zatoki Trzech Króli. Nazwę nadała polska ekspedycja naukowa w nawiązaniu do stawów w polskich Tatrach.